# Хай, мамаша!
«Хай, мамаша!» (англ. Hi, Mom!) — фильм режиссёра Брайана Де Пальмы. 
Комедия, в которой часто использованы элементы чёрного юмора (иногда в прямом смысле: сюжет затрагивает межрасовые отношения). Фильм снят в Нью-Йорке, США в 1970 году. В главной роли — Роберт Де Ниро.

## Сюжет
Ветеран Вьетнамской войны Джон Рубин (Де Ниро), персонаж одного из предыдущих фильмов Де Пальмы «Приветствия», возвращается из армии и арендует недорогое жильё в Гринвич-Виллидж в Нью-Йорке. Он решает стать кинематографистом и создать картину в стиле популярного английского триллера «Подглядывающий», снимая определённые детали быта соседки Джуди (Солт) из дома напротив. Свою идею он планирует продать режиссёру порно Джо Баннеру (Гарфилд). Не вышло. Джон увлекается театром и присоединяется к театральной труппе. Труппе афроамериканцев с радикальными взглядами. Их главный «перфоманс» «Побудь Чёрным, Детка» (англ. Be Black, Baby) состоит в интервьюировании белых прохожих на улицах Нью-Йорка. А Вы знаете, что значит быть чёрным в Америке? Кадры полу-документальных интервью с этим вопросом — неразрывный элемент фильма. Воодушевлённый воздухом протеста и радикализма, революционный Джон начинает формулировать собственные политические заявления, с призывами к терроризму… Политический экстремизм или либеральное слабодушие здесь ни при чём. Заигравшийся и заблудившийся мальчик хочет просто попасть «в телевизор» и передать привет маме: 
Hi Mom!

## В ролях
- Роберт Де Ниро — Джон Рубин
- Аллен Гарфилд — Джо Баннер
- Чарльз Дёрнинг — управляющий
- Дженифер Солт — Джуди

## Другие названия
По разнообразным причинам фильм имел различные названия на различных носителях: «Blue Manhattan», «Confessions of a Peeping John», «Son of Greetings»; в других странах: «Hola, mamá» в Испании, «Geia sou mama… Ameriki!» в Греции, «Хай, мамаша!», «Привет, мама!» и даже «Голубая Америка» — в России.